# Georges de La Tour

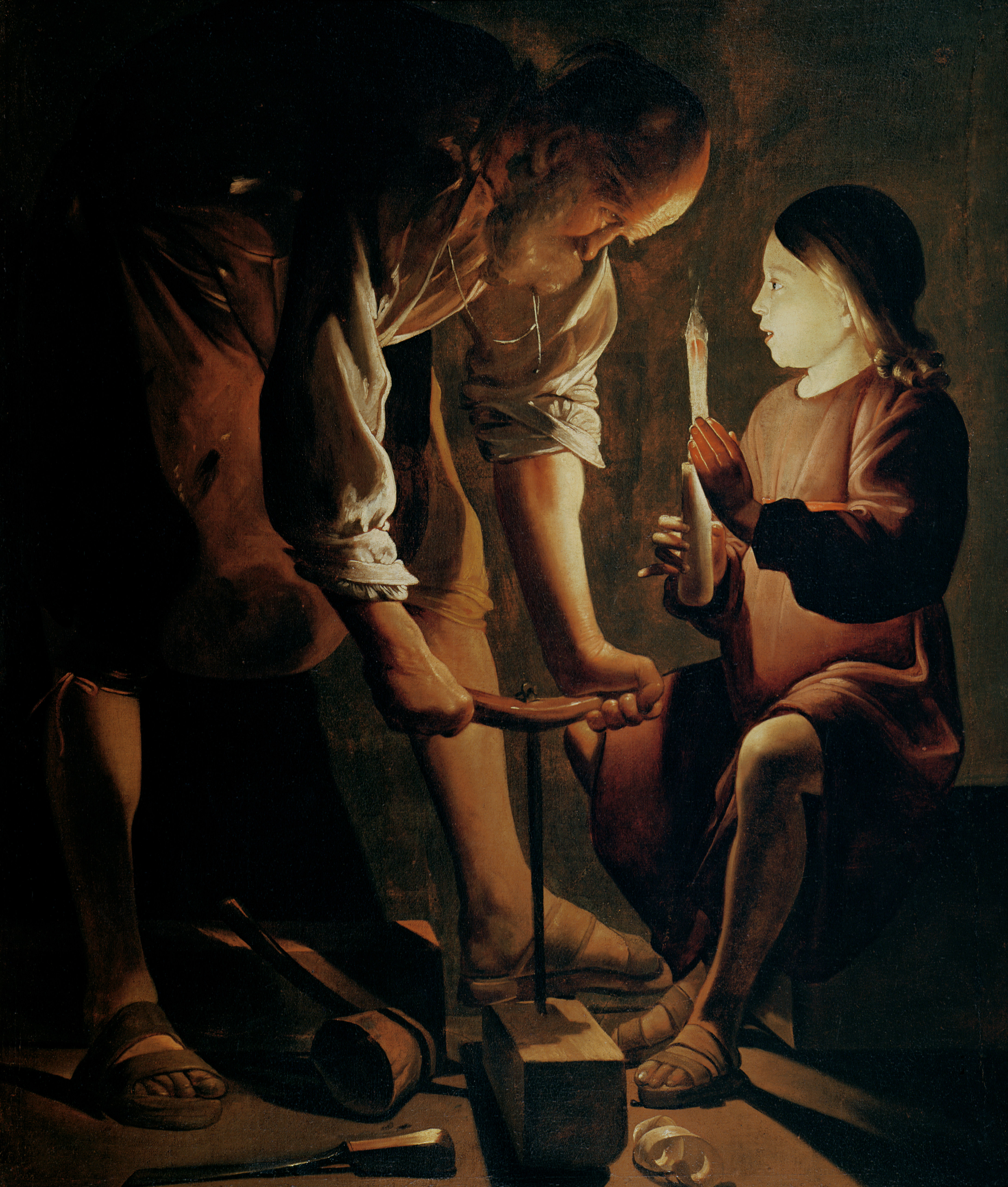
Saint Joseph charpentier, 1642, Louvre.

Georges du Mesnil de La Tour (Vic-sur-Seille, 13 de março de 1593 – Lunéville, 30 de janeiro de 1652) foi um pintor francês do Barroco.

## Histórico de vida

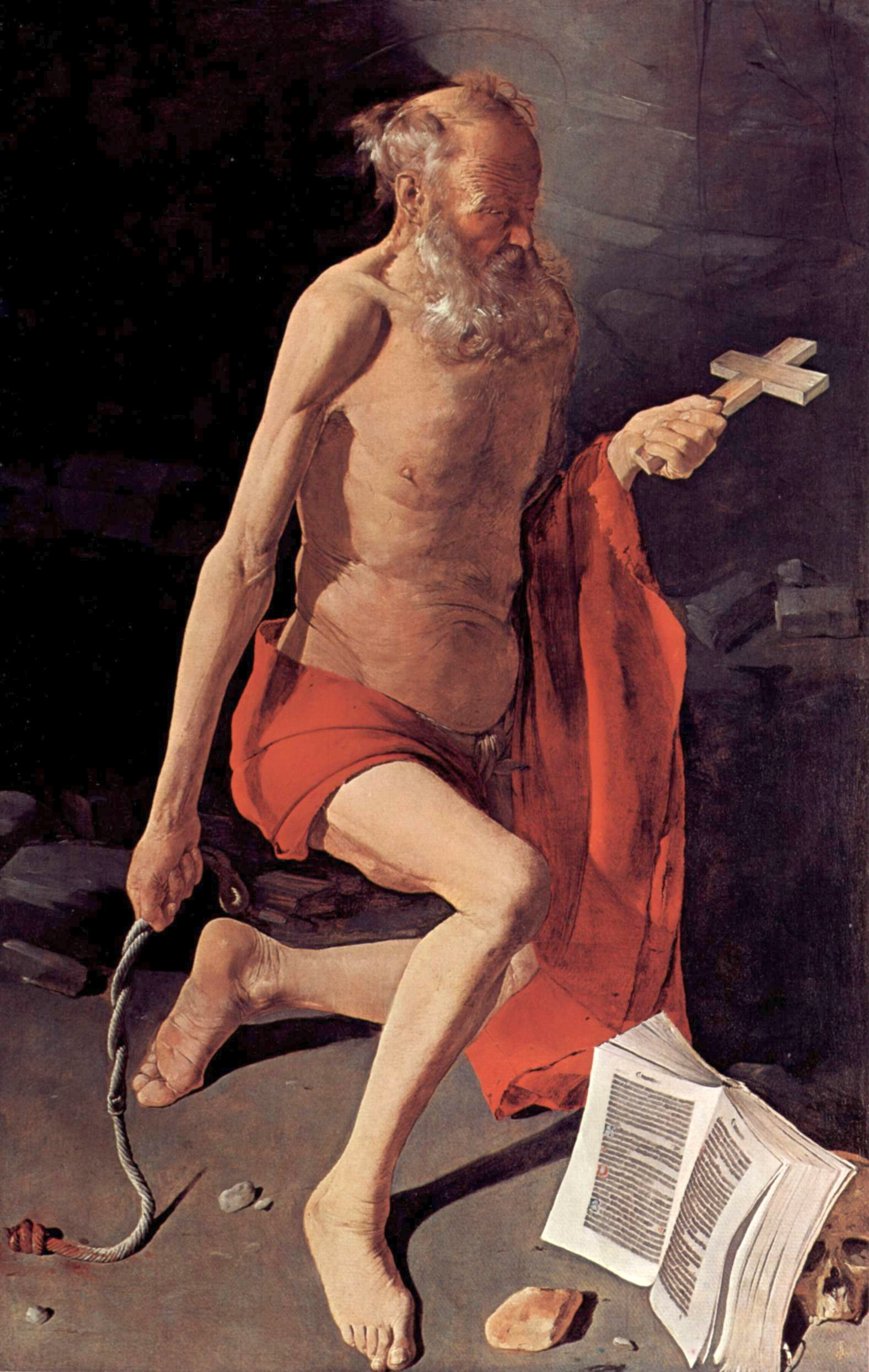
Saint Jérôme,
Museu de Grenoble, França.

Georges de La Tour nasceu no dia 13 de março de 1593 na pacata localidade de Vic-sur-Seille na região de Lorena, na França. Ele faleceu em 30 de janeiro de 1652 em Lunéville, também localizada na mesma área.
A certidão de batismo de Georges de La Tour revela que ele era filho de Jean de La Tour, padeiro, e de Sybille de La Tour, nascida Molian (ou Sybille Molian, de solteira). O casal teve sete crianças ao todo, sendo que Georges era o segundo mais velho da prole. Sobre a juventude e vida estudantil de Georges de La Tour nada se sabe, nem está documentado como é que ele encontrou a vocação de pintor. Ele se casou com Diane Le Nerf em 1618, sendo que ela era filha de um administrador financeiro do Duque de Lorena.
Georges estabeleceu seu estúdio na pequena localidade de Lunéville em 1620, pintando quadros predominantemente inspirados no cristianismo e no dia-à-dia de pessoas comuns. Não existe qualquer retrado de Georges de La Tour mas alguns especialistas acreditam que a figura do jogador de cartas trapaceiro em Le Tricheur à l'as de carreau seja um autoretrato.
Georges foi nomeado "Pintor del Rey" em 1638 e, conseqüentemente, a opulência passou a fazer parte de sua vida. Inclusive, está documentado que, mais tarde, já no ano de 1646, alguns cidadãos de Luneville registraram uma reclamação oficial junto ao duque da cidade pois Georges de La Tour "se faz detestar pela população por causa do grande número de cães que possui, como se ele fosse o dono da cidade"... e "que tocam as lebres para dentro da plantação de grãos [de milho? Provavelmente de trigo], pisoteando e arruinando com tudo." Georges de La Tour também foi denunciado várias vezes por ter participado de quebra-paus em Lunéville.

## Sobre suas obras
Georges era muito conhecido por suas pinturas contendo efeitos de luzes noturnas e pinturas de um forma simplificada. Uma de suas obras mais famosas, Education of the Virgin, se encontra em exposição permanente no museu The Frick Collection de Nova Iorque.
Inicialmente Georges executou seu trabalho em um estilo da corrente artística chamado Barroco, mais tarde ele demonstrou ter sido influenciado pelo grande pintor italiano Caravaggio, por usar e aprofundar sua técnica de claro-escuro (chiaroscuro).
As obras de Georges de La Tour continuaram desconhecidas após sua morte no ano de 1652 até que o historiador alemão Hermann Voss atribuiu duas telas do museu de Nantes a Georges du Mesnil de La Tour em 1915.
Em 1922 o historiador de arte francês Louis Demonts descobriu várias obras espalhadas pelos museus da região de Lorena (i.e. Rennes, Nantes e Epinal) que para ele pareciam ser produtos da mão de Georges de La Tour. A elite dos salões freqüentados por artistas em Paris achou melhor manter em segredo (do grande público) os novos achados.
Em 1926 o colecionador Pierre Landry comprou o quadro Le Tricheur (o trapaceiro do jogo de baralho). Após uma limpeza da tela, foi revelada a assinatura de Georges de La Tour. Charles Sterling, nascido na Polônia, foi o terceiro historiador que se ateve e que trouxe à tona obras de Georges de La Tour na França: Em 1934 foi montada uma grande exibição no Orangerie Museum de Paris onde foram expostas treze obras de Georges de La Tour, juntamente com quadros de Philippe de Champaigne ou os irmãos Le Nain
Charles Sterling trabalhou no museu do Louvre em Paris e no Met (The Metropolitan Museum of Art) de Nova Yorque. Charles Sterling também lecionou nos Estados Unidos, primeiramente na universidade de Columbia e mais tarde no New York University Institute of Fine Arts (Instituto de Belas Artes da Universidade de Nova Iorque).

## Obras
- Madalena penitente (c. 1640), no Metropolitan Museum of Art, Nova Iorque

## Galeria

Chiaroscuro scenes
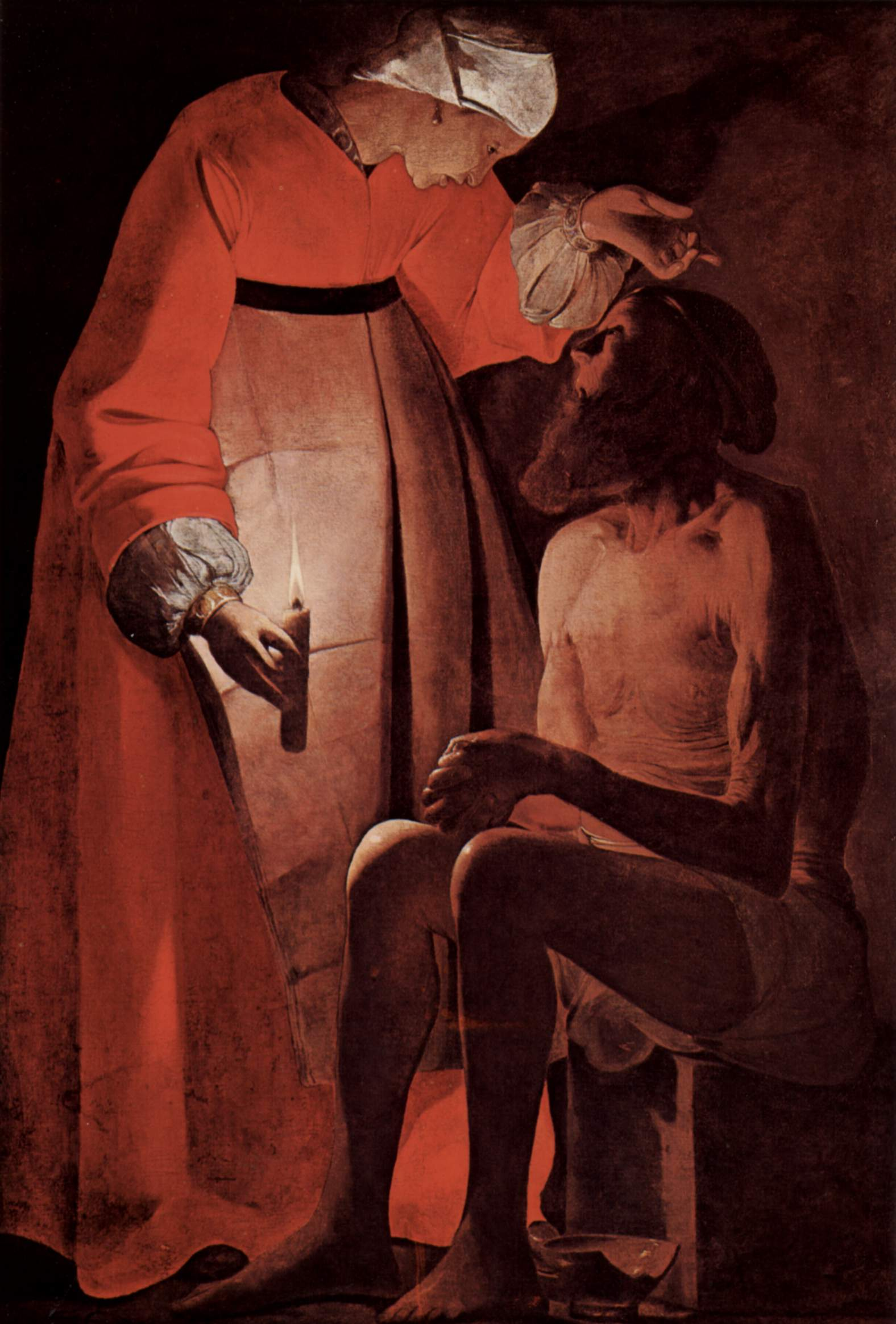
Jó ridicularizado por sua esposa, c. 1625–1650, Musée départemental d'Art ancien et contemporain, Épinal, França
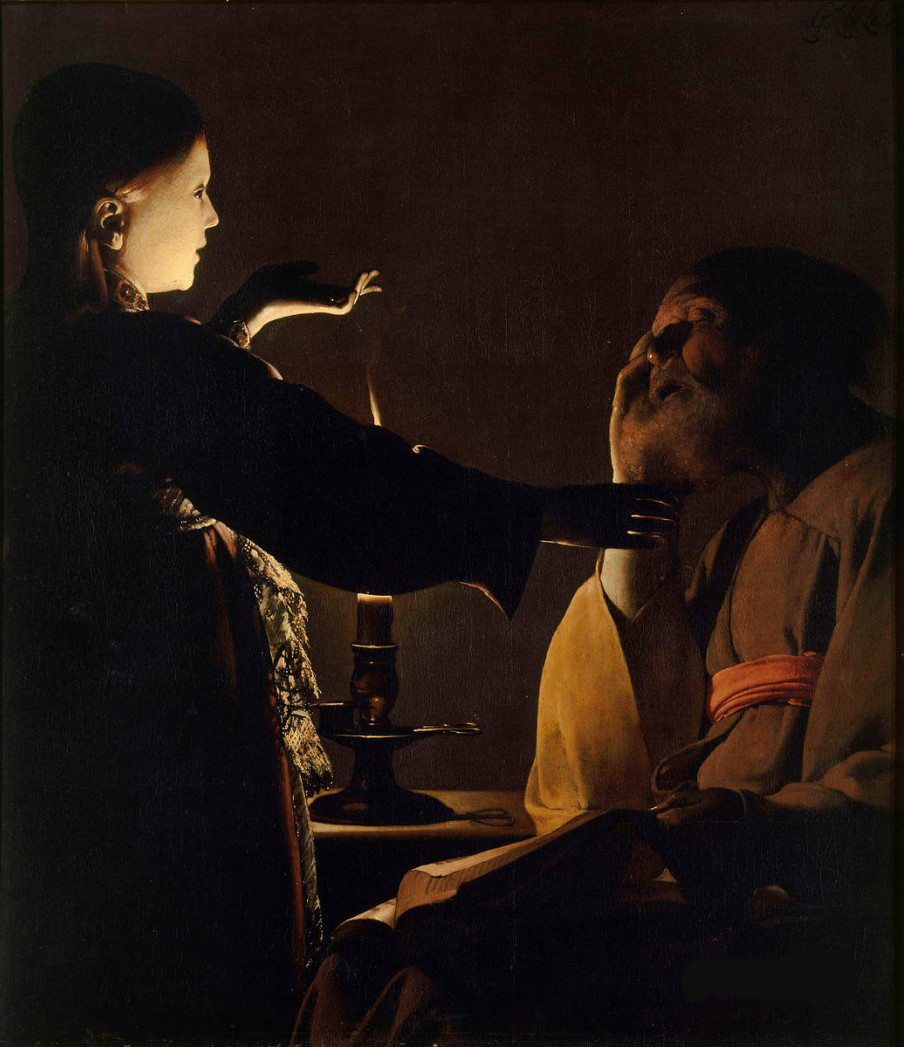
O Sonho de São José, c. 1628–1645, Musée des Beaux-Arts de Nantes
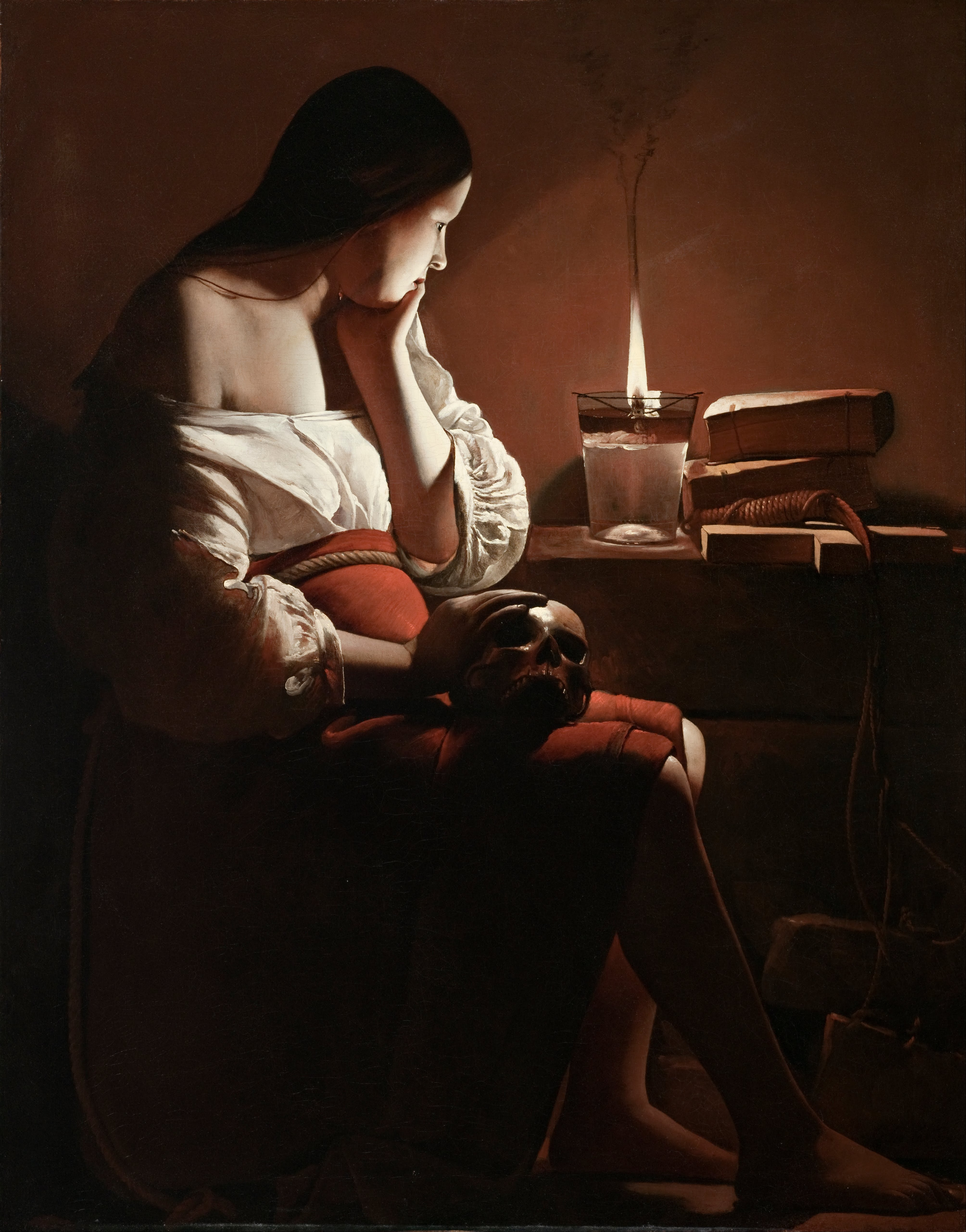
Madalena com a Chama Fumegante, c. 1640, Museu de Arte do Condado de Los Angeles
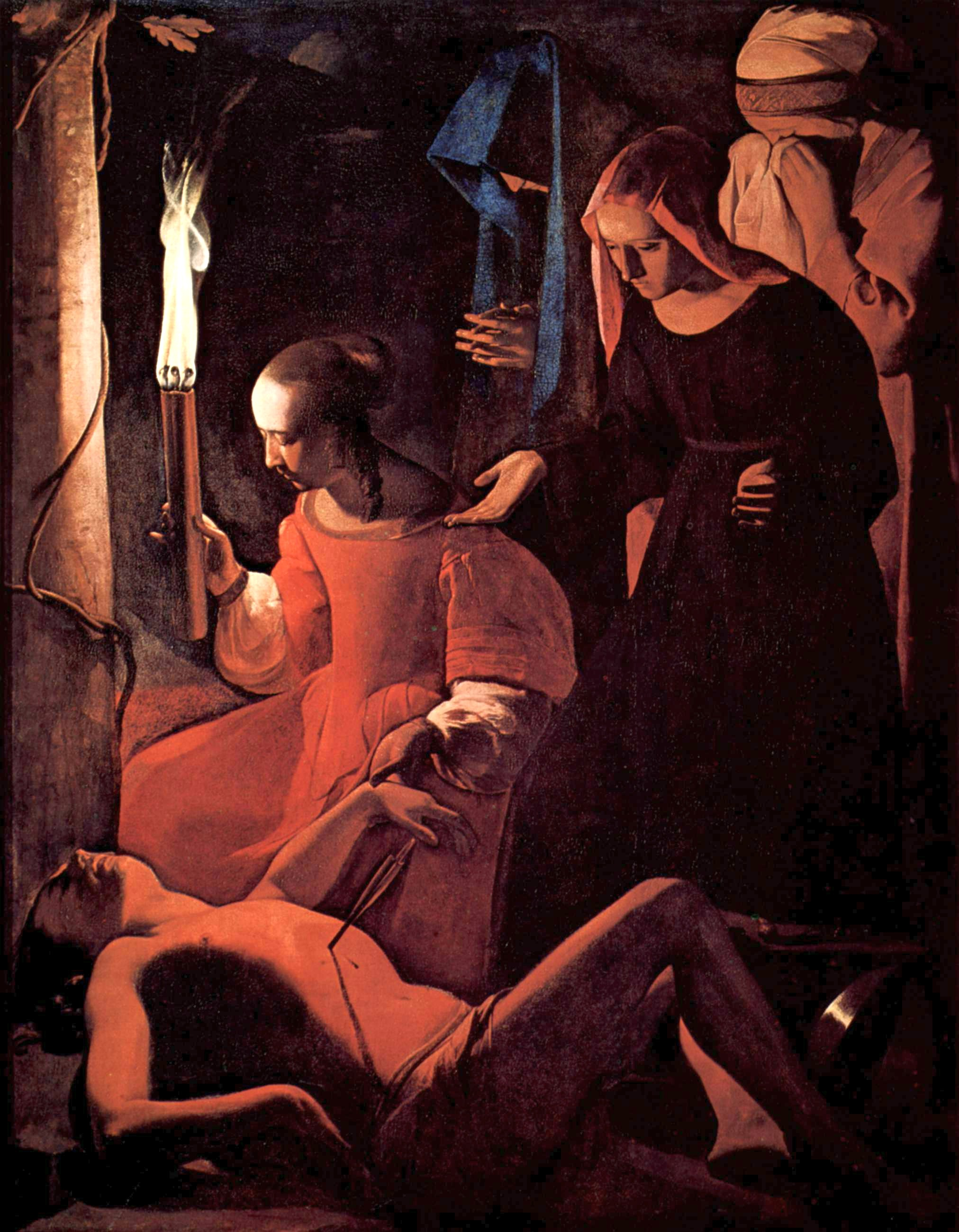
São Sebastião cuidado por Santa Irene, 1649, Paróquia Broglie , França
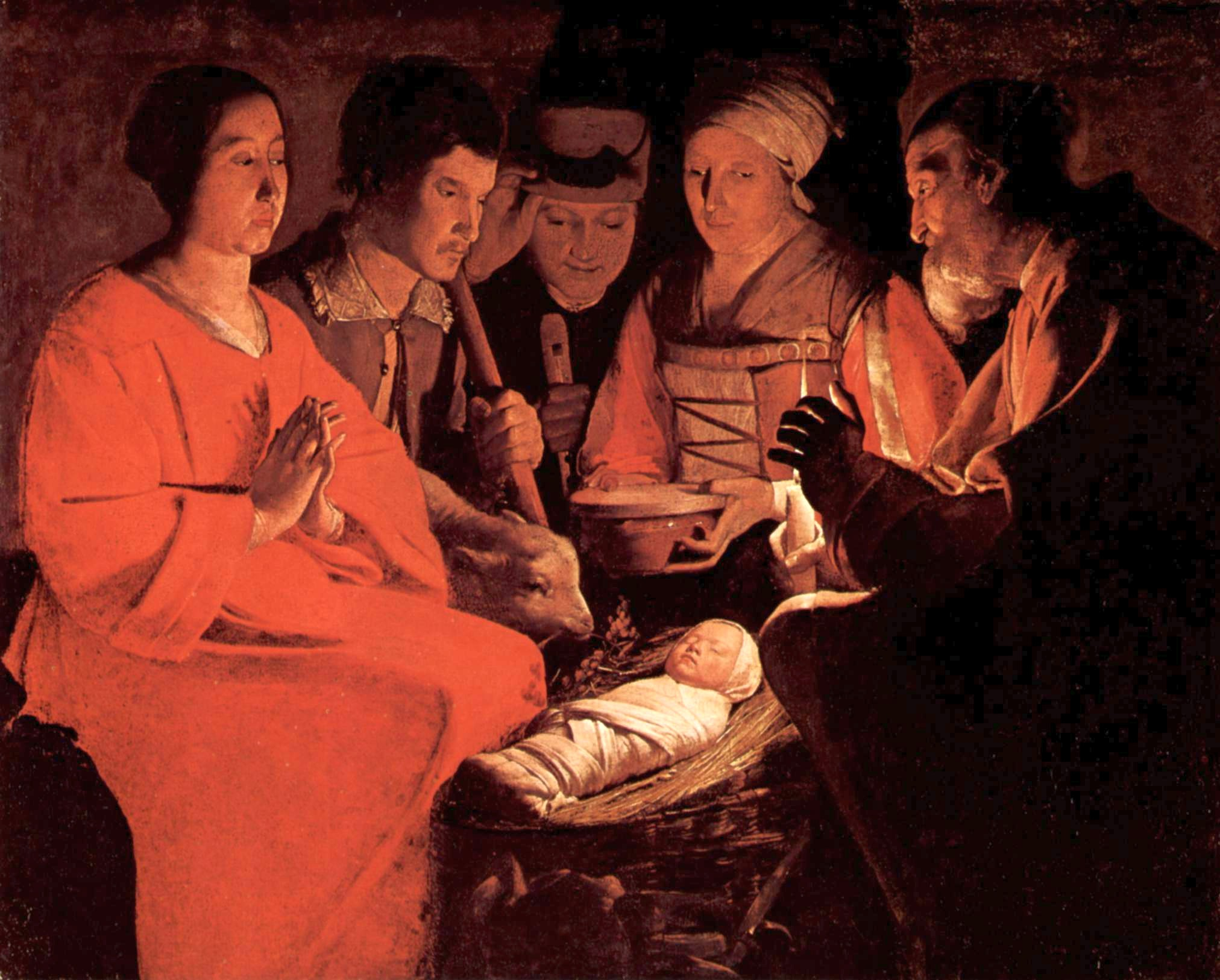
Natividade, 1644, Louvre
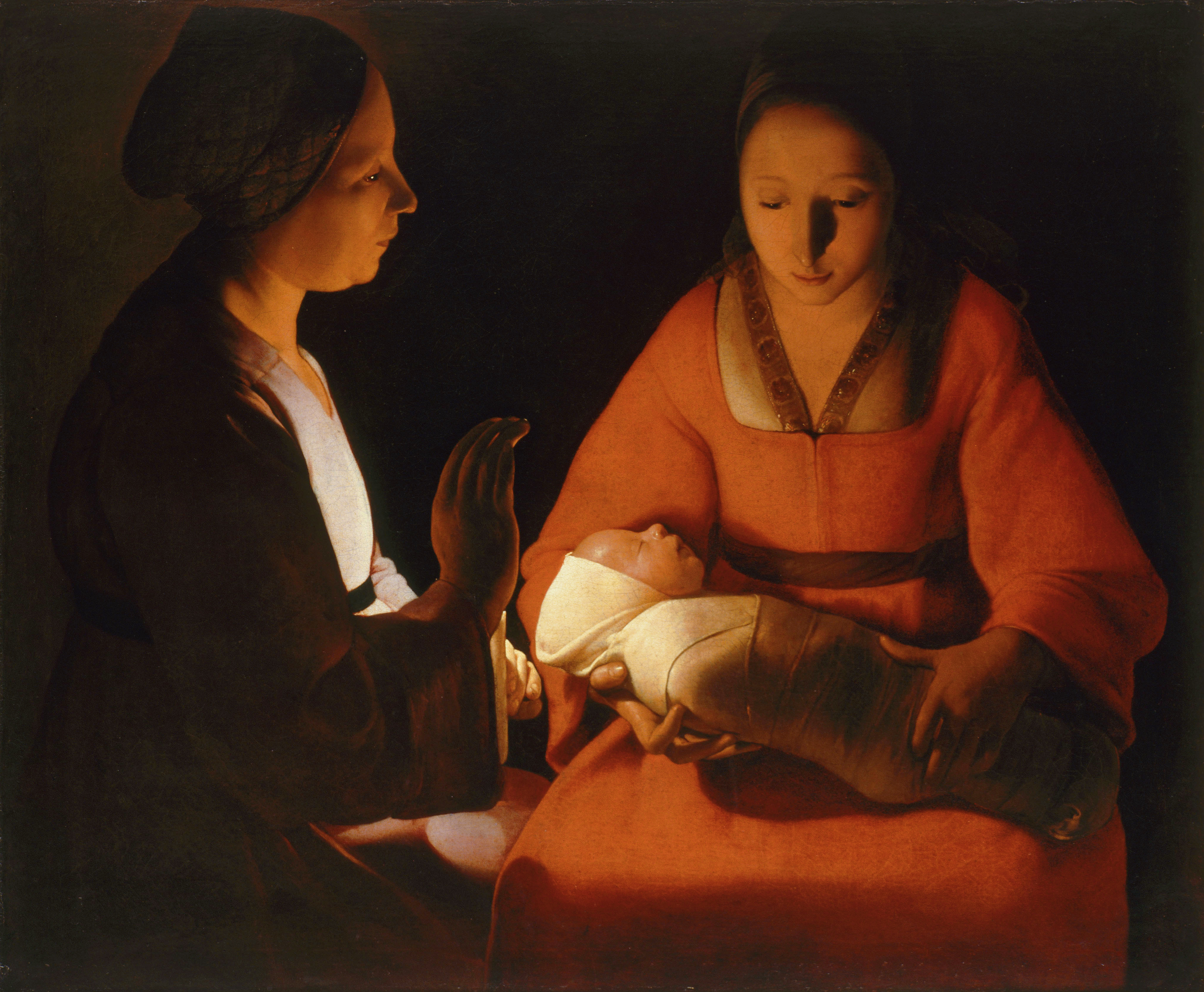
O Cristo recém-nascido, c. 1645–1648, Museu de Belas Artes de Rennes
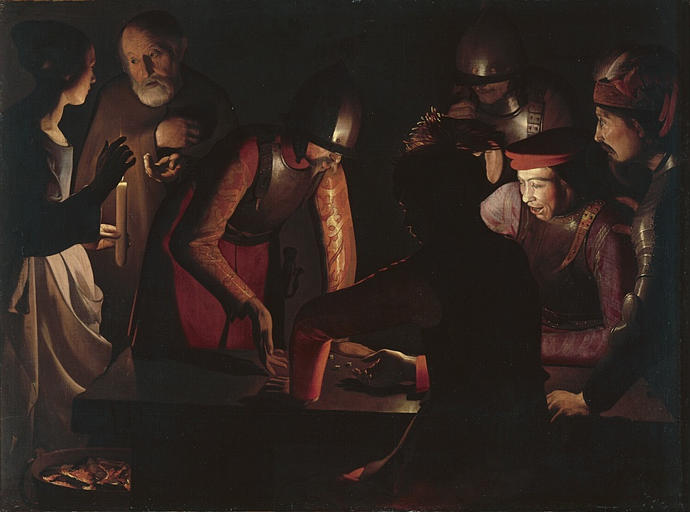
A negação de São Pedro, 1651, The Metropolitan Museum of Art
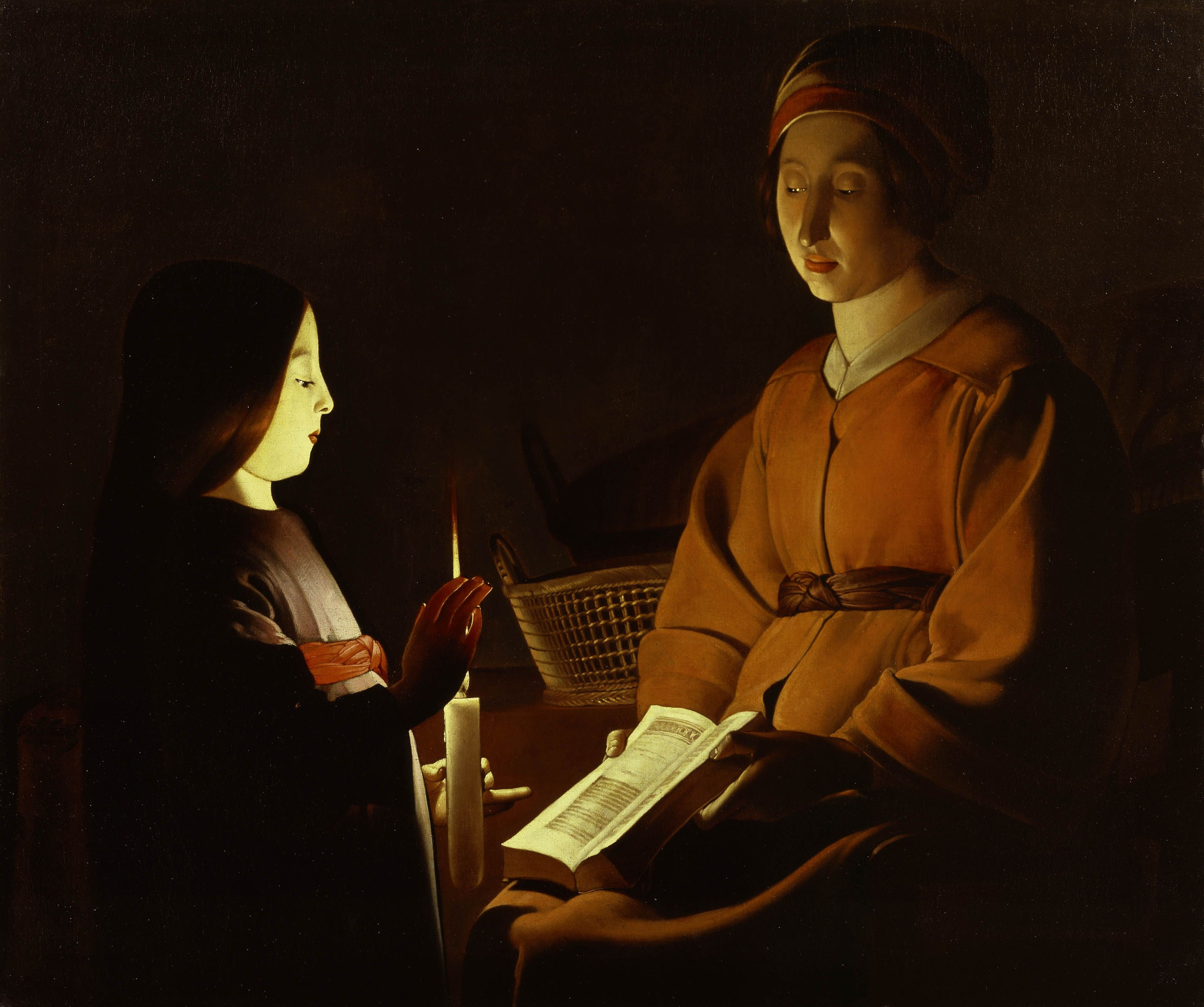
A educação da Virgem , c. 1650, The Frick Collection
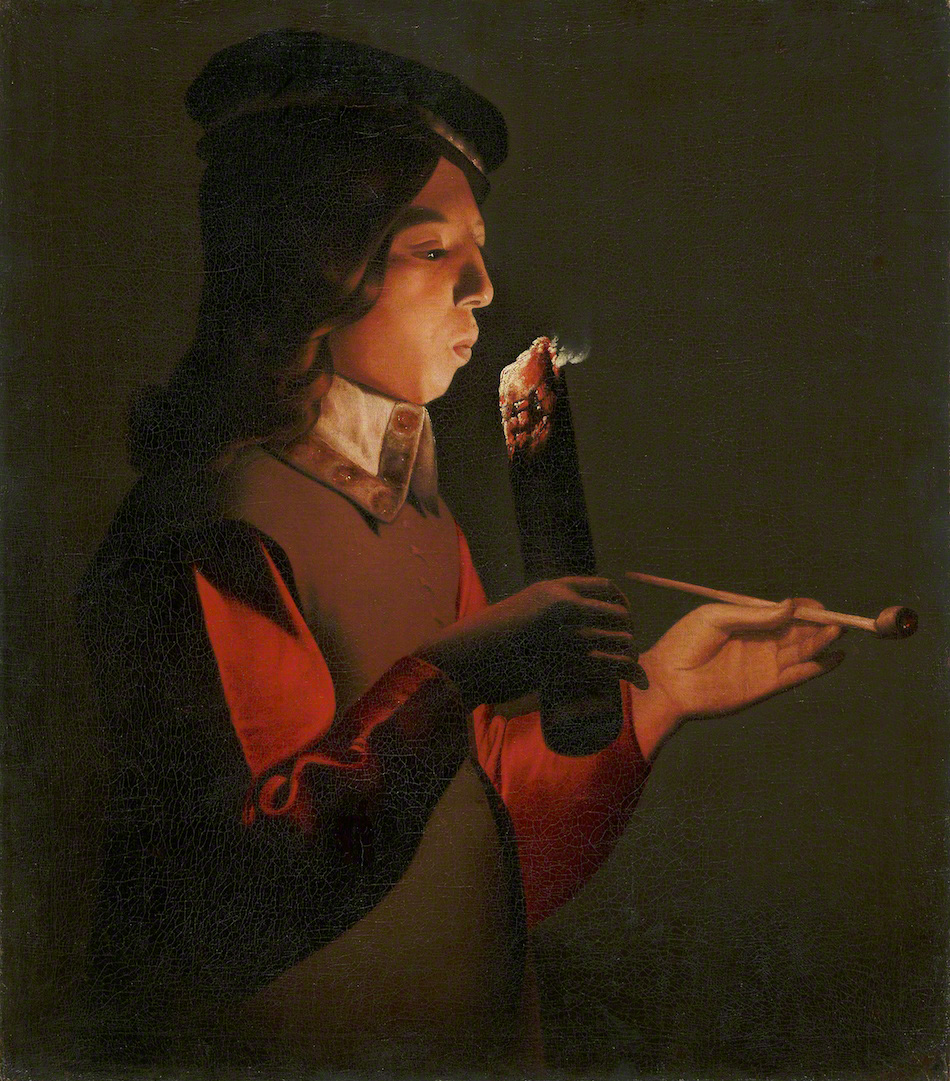
O fumante , 1646, Tokyo Fuji Art Museum
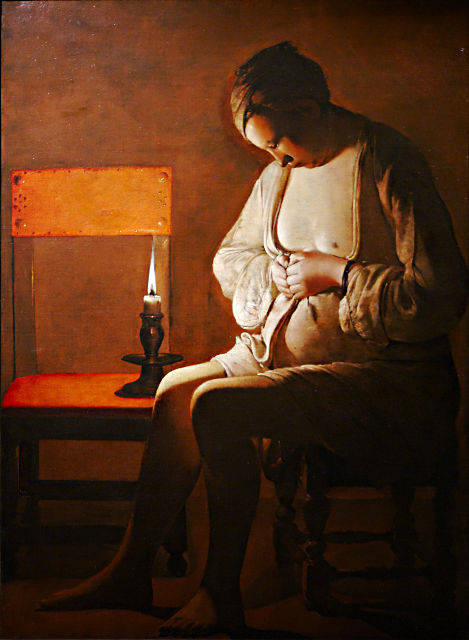
O caçador de pulgas
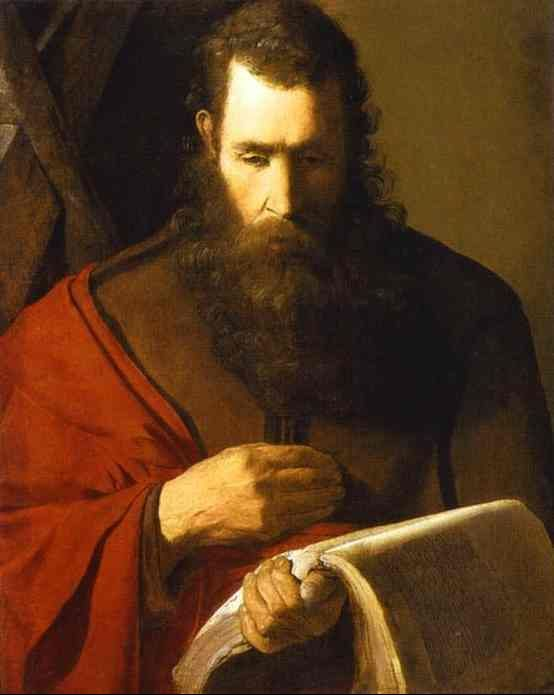
Santo André na série Albi Apóstolos, c. 1620
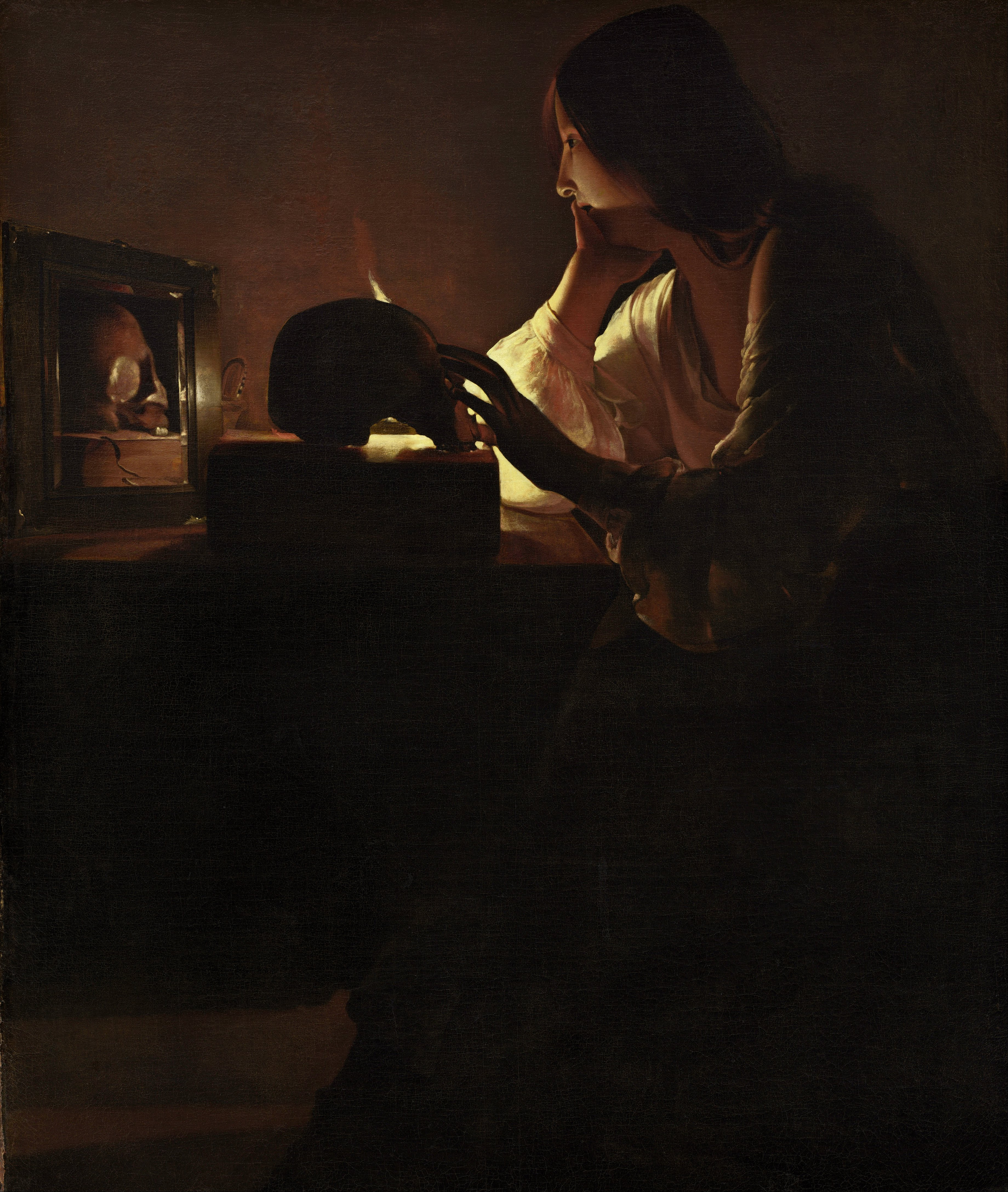
A Madalena Arrependida , c. 1635-1640, National Gallery of Art

Other
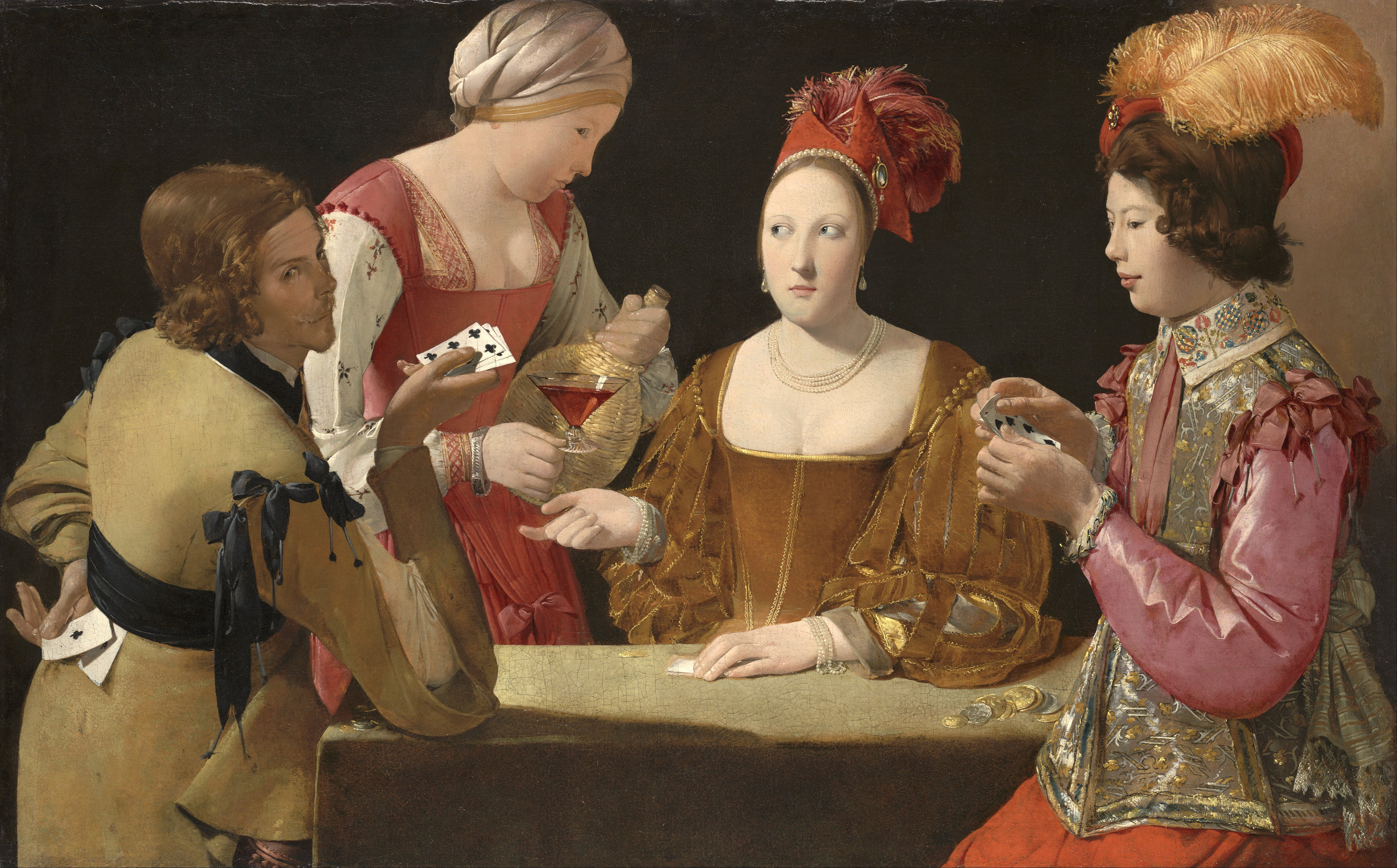
A Trapaça com o Ás de Paus, c. final da década de 1620, Kimbell Art Museum Fort Worth, Texas. Outra versão (com diamantes e roupas ligeiramente diferentes) está no Louvre.
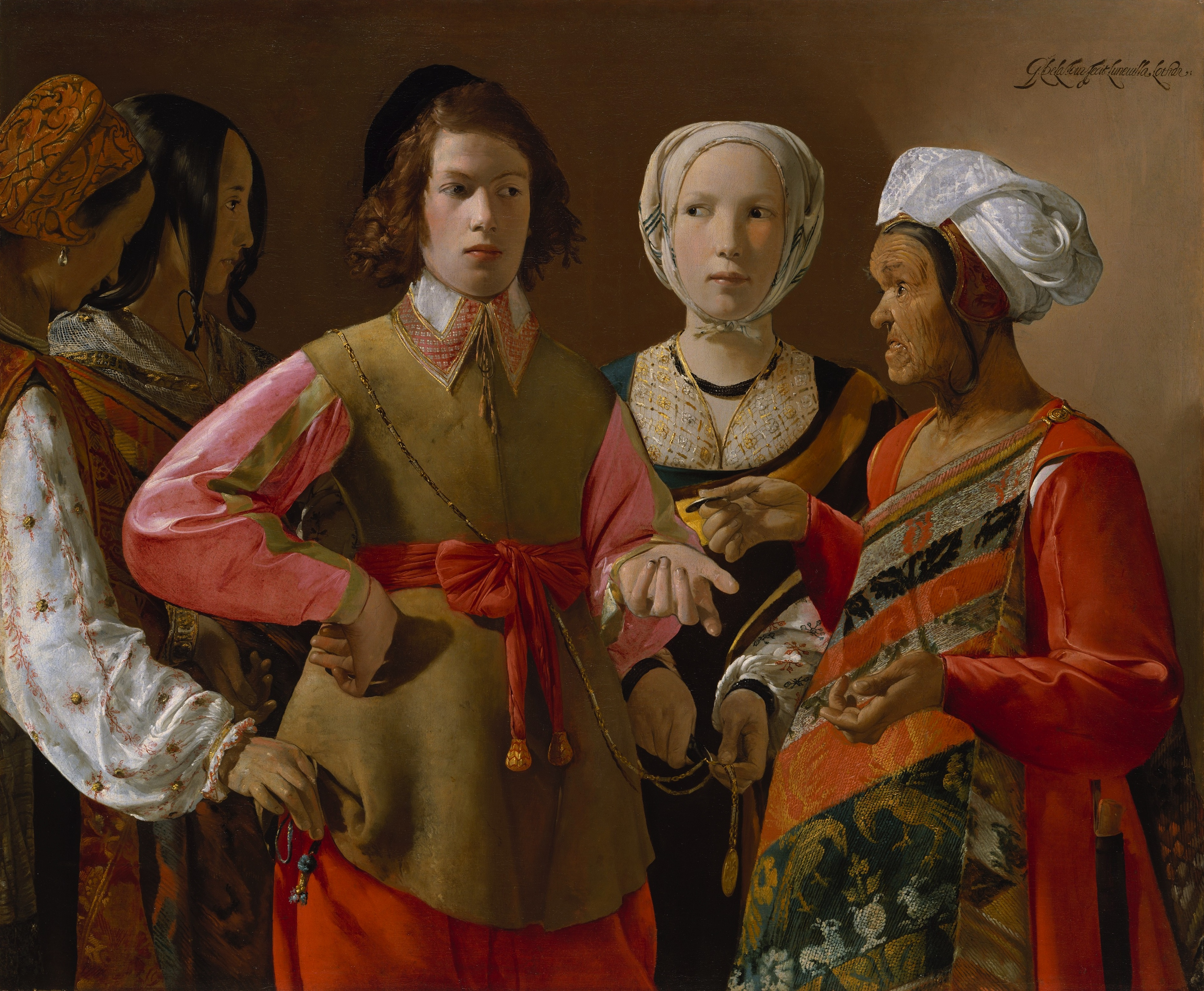
The Fortune Teller , 1633-1639, Metropolitan Museum of Art

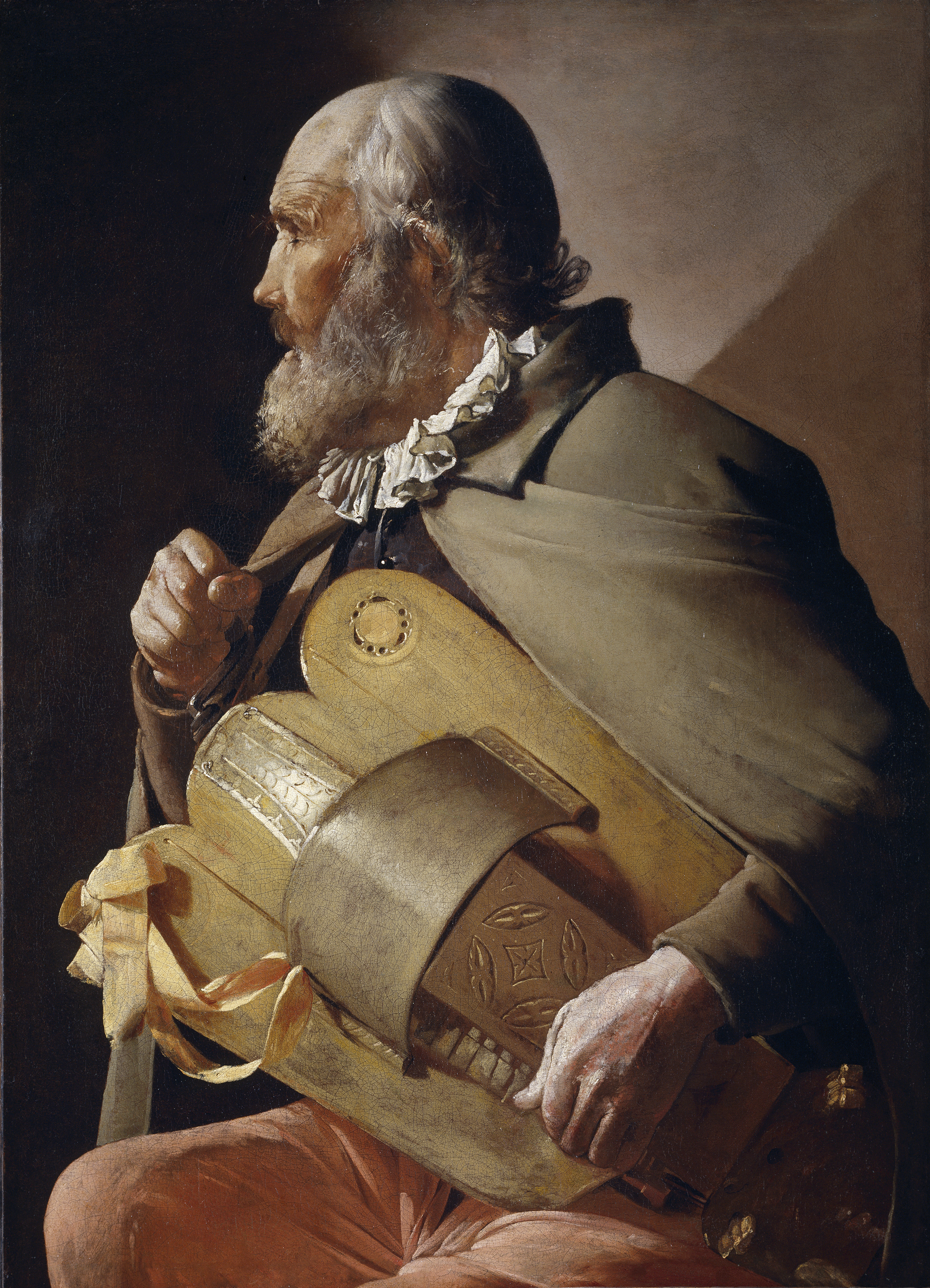
O Hurdy-Gurdy Player, c. 1610–1630, Museu do Prado
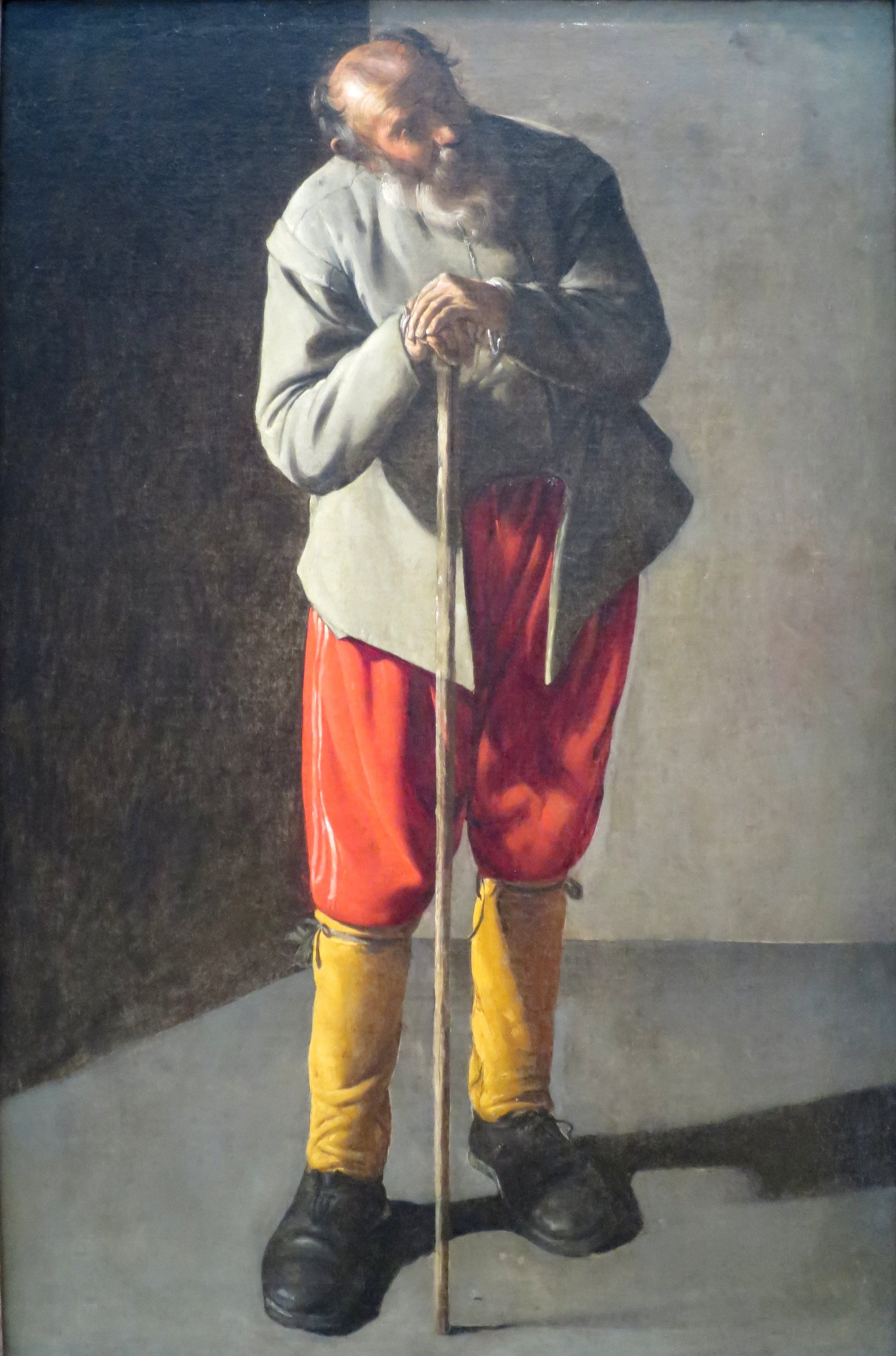
Retrato de um velho, c. 1624–1650, De Young Museum , São Francisco
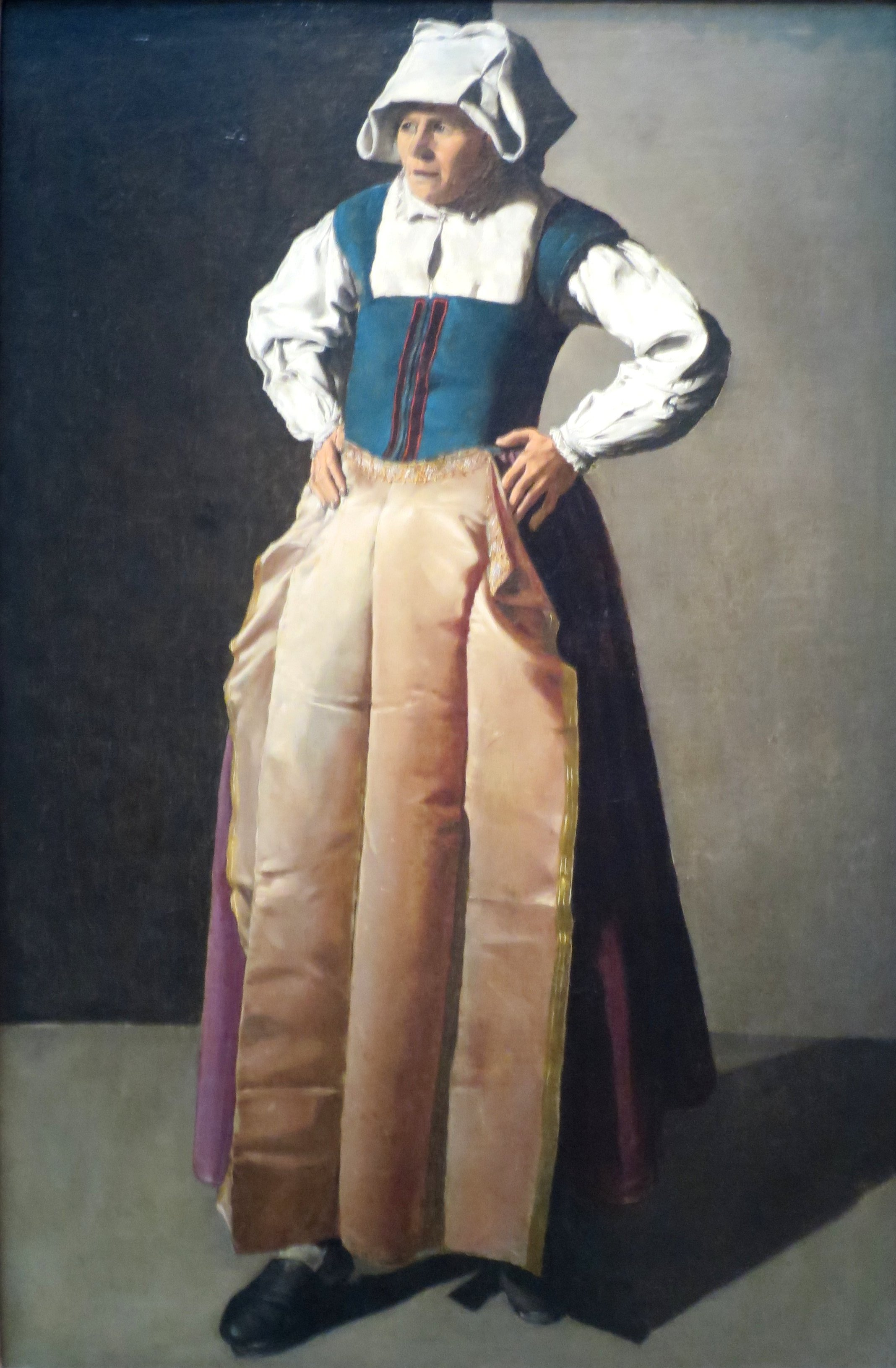
Retrato de uma velha, c. 1624–1650, De Young Museum, San Francisco
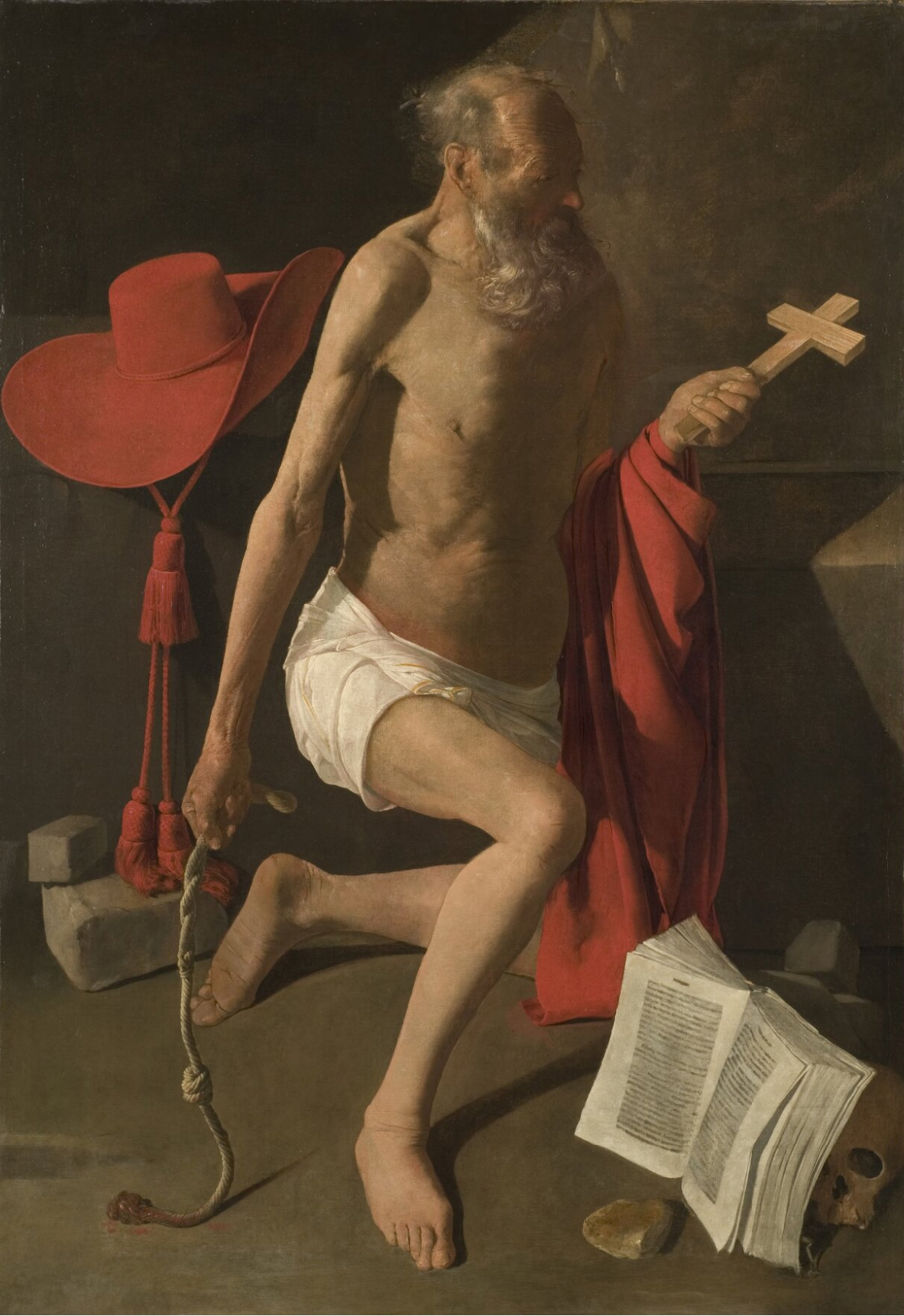
São Jerônimo, c. 1630–1632, Museu Nacional , Estocolmo

## Galerias abrigando obras de Georges de la Tour
França:
- Museu do Louvre, Paris
- Museu de Grenoble, Grenoble

Estados Unidos da América:
- J Paul Getty Museum, Los Angeles/Malibú, Califórnia
- Metropolitan Museum of Art, Nova York